# Grete Blochová
Grete Blochová (21. března 1892 Berlín – květen 1944 Osvětim) byla přítelkyně Felice Bauerové a matka jediného dítěte Franze Kafky.

## Životopis

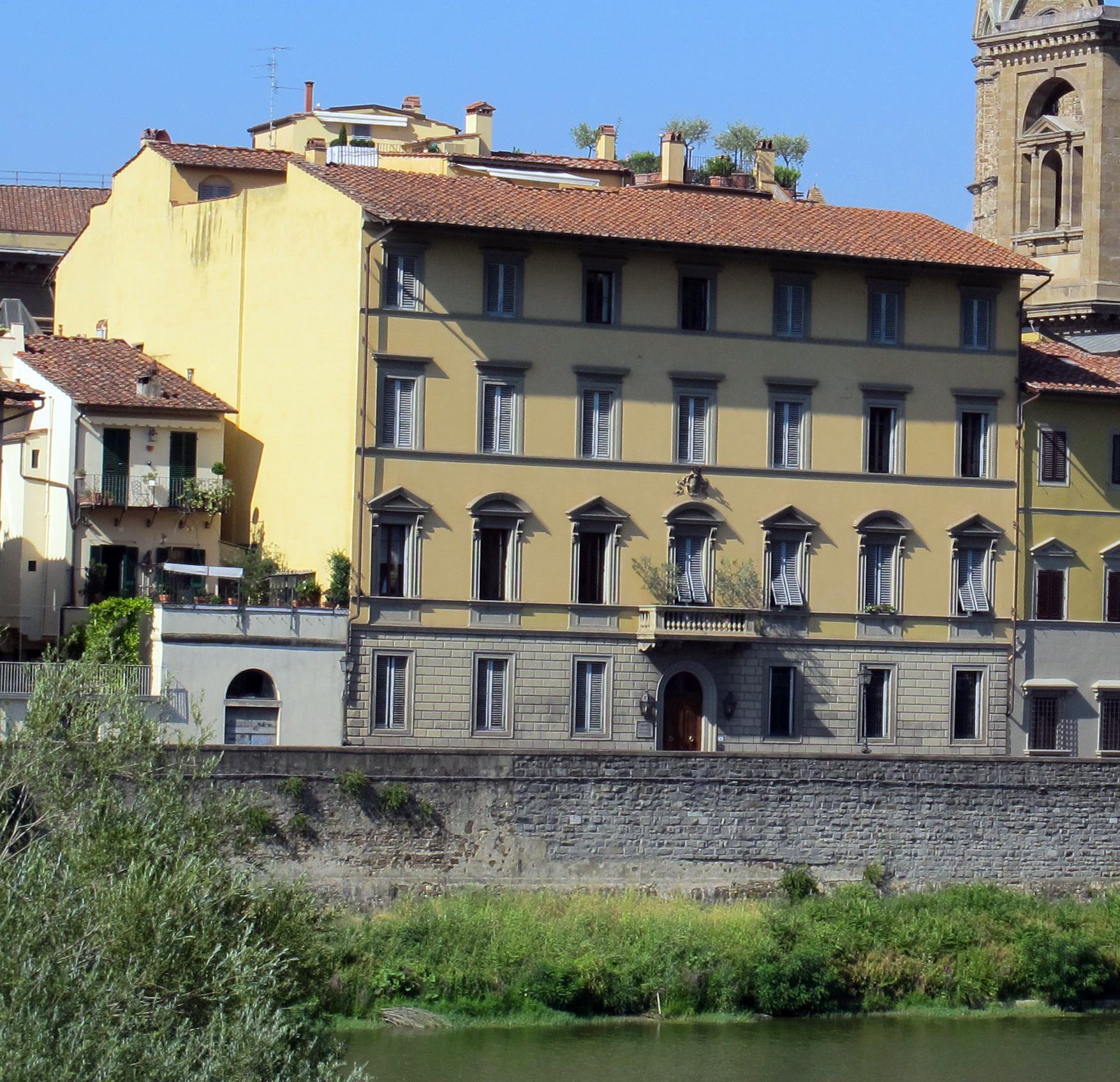
Blochové pension Jennings Riccioli ve Florencii: místo děje románu Pokoj s vyhlídkou britského spisovatele E. M. Forstera.

Grete Blochová byla, podobně jako její přítelkyně Felice Bauerová, úřednice v Berlíně, přes niž se v Praze v říjnu 1913 seznámila Franzem Kafkou. Ten se do Grete na první pohled zamiloval. Po tomto setkání si rok dopisovali. V řadě dopisů líčil Kafka svůj nesnadný vztah s Felice. Když se Felice o jejich korespondenci dozvěděla, na krátký čas se s Kafkou rozešla.
Po dalším setkání s Grete v roce 1914 jejich "vztah" záhy skončil. Na počátku roku 1915 Blochová zařídila, aby se Bauerová a Kafka znovu setkali: na Svatodušní neděli roku 1915 se Bauerová, Blochová, její přítelkyně Erna Steinitzová a Franz Kafka setkali v Českém Švýcarsku. Blochová a Kafka se pak možná ještě znovu setkali v Praze v roce 1922.
Grete šířila fámy, že s Kafkou čekala dítě, a v roce 1914 porodila chlapce jménem Martin, jenž byl dán na výchovu do pěstounské rodiny v Mnichově. Chlapec zemřel v roce 1921, otec zůstal neznámý. Podle hudebníka Wolfganga Alexandera Schockena, který Gretu Blochovou znal od dětství v Berlíně, byl otcem Kafka. Ve svém posledním dopise z 21. dubna 1940 v Haifě Blochová Schockenovi naznačila, že otec dítěte zemřel v roce 1924 a je pohřben v Praze. Také Max Brod, který obdržel tento dopis od Schockena v roce 1948, nepochyboval o Kafkově otcovství. Tento předpoklad je však v novější biografické literatuře odmítán. Nicholas Murray dokonce v roce 2004 vznesl otázku, zda se vůbec kdy toto dítě narodilo.
Naproti tomu z Kafkových dopisů vyplývá, že jejich vztah zdaleka nebyl natolik intimní, aby z něj vzešla taková blízkost. Ostatně, pro "důvěrný vztah" obecně měl Kafka vlastní pojem - peklo. Tvrzení o Kafkově otcovství byla zřejmě pokusem o získání pozornosti a s tím spojený eventuální finanční prospěch.
V roce 1936 se Grete odstěhovala do Itálie, kde si ve Florencii otevřela penzion. Poté, co byla v roce 1943 Itálie obsazena německými vojsky, uprchla nejprve do horské vesnice San Donato Val di Comino. V květnu 1944 byla německými okupanty spolu s dalšími Židy zatčena a deportována do koncentračního tábora v Osvětimi a později zavražděna. Přesné datum její smrti není neznámo, úmrtí odhalil až britský Červený kříž v roce 1945.
Před deportací předala 28 dopisů korespondence s Franzem Kafkou svému učiteli italštiny, z jehož pozůstalosti byly zapůjčeny Německému literárnímu archivu Marbach v Hessensku spolu s dopisy a úryvky, které Blochová předala Bauerové v roce 1914 jako "usvědčující materiál pro Proces".